# CSP Limoges
El Cercle Saint-Pierre de Limoges (Limoges CSP) es el nombre de un club de baloncesto francés con sede en la ciudad de Limoges. Fundado en 1929, vivió sus mejores momentos en los años 1980 y 90, cuando conquistó los más importantes títulos de Francia en diversas ocasiones, así como diversos títulos europeos, incluida la Euroliga conquistada en 1993. En la temporada 1981-1982 y 1982-83 ganó la Copa Korac contra el Sibenka Sibenik. La primera fue en Pádova (por 90-84) y la segunda en Berlín (por 94-86). En la temporada 1987-1988 ganó la Recopa en Grenoble contra el Joventut de Badalona (96-89). Actualmente compite en la Pro A.
El principal triunfo del CSP Limoges fue la Euroliga en la temporada 1992-1993 en Atenas tras derrotar al favorito, el Real Madrid de Arvidas Sabonis, y al Benetton Treviso (59-55) en la final. Finalmente en la temporada 1999-2000 volvió a ganar una Copa Korac al Unicaja de Málaga al ganar en Francia por 80-58 y perder en Málaga por 60-51.
Disputa sus encuentros en el "Palais des sports de Beaublanc", con capacidad para 5.516 personas. El presidente del club es Frédéric Forte.
En el año 2004 se vio obligado a perder la máxima categoría del baloncesto francés debido a graves problemas económicos y judiciales. En la temporada 2005-2006 ha subido a la categoría Pro B. En 2010 asciende de nuevo a la Pro A para bajar en 2011 a la Pro B, regresando al año siguiente a la Pro A como campeón de la Pro B.

## Trayectoria
| Temporada | Nivel | Liga  | Pos. | Copa de Francia  | Leaders Cup      | Competiciones europeas | Competiciones europeas |
| --------- | ----- | ----- | ---- | ---------------- | ---------------- | ---------------------- | ---------------------- |
| 1997–98   | 1     | Pro A | 2º   |                  |                  | 1 Euroleague           | GS                     |
| 1998–99   | 1     | Pro A | 7º   |                  |                  | 2 Saporta Cup          | R32                    |
| 1999–00   | 1     | Pro A | 1º   | Campeón          |                  | 3 Korać Cup            | C                      |
| 2000–01   | 2     | Pro B | 1º   |                  |                  |                        |                        |
| 2001–02   | 1     | Pro A | 11º  |                  |                  |                        |                        |
| 2002–03   | 1     | Pro A | 14º  |                  |                  |                        |                        |
| 2003–04   | 1     | Pro A | 18º  |                  |                  |                        |                        |
| 2004–05   | 3     | NM 1  | 3º   |                  |                  |                        |                        |
| 2005–06   | 3     | NM 1  | 2º   | Ronda de 32      |                  |                        |                        |
| 2006–07   | 2     | Pro B | 7º   | Ronda de 32      |                  |                        |                        |
| 2007–08   | 2     | Pro B | 5.º  | Ronda de 32      |                  |                        |                        |
| 2008–09   | 2     | Pro B | 3º   | Cuartos de final |                  |                        |                        |
| 2009–10   | 2     | Pro B | 2º   | Semifinales      |                  |                        |                        |
| 2010–11   | 1     | Pro A | 16º  | Finalista        |                  |                        |                        |
| 2011–12   | 2     | Pro B | 1º   | Finalista        |                  |                        |                        |
| 2012–13   | 1     | Pro A | 13º  | Cuartos de final |                  |                        |                        |
| 2013–14   | 1     | Pro A | 1º   | Ronda de 32      | Cuartos de final |                        |                        |
| 2014–15   | 1     | Pro A | 1º   | Semifinales      | Cuartos de final | 1 Euroleague           | RS                     |
| 2015–16   | 1     | Pro A | 10.º | Cuartos de final |                  | 1 Euroleague           | RS                     |
| 2015–16   | 1     | Pro A | 10.º | Cuartos de final | 2 Eurocup        | R16                    |                        |
| 2016–17   | 1     | Pro A | 10.º | Octavos de final |                  |                        |                        |
| 2017–18   | 1     | Pro A | 4º   | Ronda de 64      | Cuartos de final | 2 EuroCup              | T16                    |
| 2018–19   | 1     | Pro A | 7º   | Octavos de final | Semifinales      | 2 EuroCup              | T16                    |
| 2019–20   | 1     | Pro A | 8º   | Suspendida       |                  | 2 EuroCup              | RS                     |
| 2020–21   | 1     | Pro A | 9º   | Semifinal        | Suspendida       | 3 Champions League     | RS                     |
| 2021–22   | 1     | Pro A | 4º   | Octavos de final | Suspendida       |                        |                        |
| 2022–23   | 1     | Pro A | 15º  | Octavos de final | Cuartos de final | 3 Champions League     | OF                     |

1. ↑  Descendido a Pro B debido a problemas económicos
2. ↑  Descendido directamente a NM1 debido a problemas económicos
3. ↑  La temporada 2019–20 fue declarada nula debido a la pandemia del coronavirus. Limoges era octavo en la clasificación en ese momento.

## Palmarés

### Títulos internacionales
- 1 Euroliga: 1992-93.
- 1 Recopa de Europa: 1987-88.
- 3 Copa Korać: 1981-82, 1982-83, 1999-00.

### Títulos nacionales
- 11 Ligas de Francia: 1982-83, 1983-84, 1984-85, 1987-88, 1988-89, 1989-90, 1992-93, 1993-94, 1999-00, 2013-14, 2014-15.
- 3 Copas de Francia: 1994, 1995, 2000.
- 3 Copas de la Federación: 1982, 1983, 1985.
- 1 Pro B: 2012.
- 1 Supercopa de Francia: 2013.

## Jugadores históricos
- Jim Bilba, Gregor Beugnot, Yann Bonato, Michael Brooks, Don Collins, Richard Dacoury, Frédéric Forté, Jacques Monclar, Hugues Occansey, Stéphane Ostrowski, Jean-Michel Sénégal, Jimmy Vérove, Yves-Marie Vérove, Mike Davis, José Antonio Montero, Frédéric Weis, David Leroy Wood, Jurij Zdovc, Michael Young, Alhaji Mohammed, Óscar Yebra

## Entrenadores históricos
- André Buffière, Michel Gomez, Bozidar Maljkovic, Duško Ivanović, Zare Markovski.